# عشق و خشونت
عشق و خشونت فیلمی به کارگردانی رضا صفایی و نویسندگی سیامک اطلسی محصول سال ۱۳۵۶ است.

## داستان
عبادالله مالک مقدار زیادی زمین مزروعی است...

## بازیگران
- رضا بیک ایمانوردی
- ژیلا شاهانی
- حسین عرفانی
- شهین رضایی
- پروین سلیمانی
- علی میری
- خشایار (بازیگر)
- رفیع مددکار
- کاظم افرندنیا
- فرید فرهادپور